# Georg Ludwig von Trapp
Georg Ludwig rytíř von Trapp (4. dubna 1880 Zadar, Rakousko-Uhersko – 30. května 1947 Stowe, USA) byl rakouský šlechtic, námořní důstojník a podnikatel.

## Život
Spolu se Zdenko Hudečkem soupeří o post nejúspěšnějšího ponorkového velitele rakousko-uherského námořnictva v první světové válce (Zdenko Hudeček potopil větší tonáž, ale von Trapp má zase na svém kontě hodnotnější válečné lodě – francouzský křižník a italskou ponorku, zatímco Hudeček italský torpedoborec a anglickou loď Q).

### Rodina
Byl dvakrát ženatý, s první manželkou Agathou měl sedm dětí, s manželkou Marií, kterou si vzal jako vdovec, pak další tři. Pod vedením Marie vytvořila rodina von Trappových světově známý pěvecký sbor The Trapp Family Singers.

## Dílo
- Bis zum letzten Flaggenschuß. Erinnerungen eines österreichischen U-Boots-Kommandanten. Pustet, Salzburg u. Leipzig (Lipsko) 1935